# Blacus pectinatus
Blacus pectinatus är en stekelart som beskrevs av Haeselbarth 1973. Blacus pectinatus ingår i släktet Blacus och familjen bracksteklar. Inga underarter finns listade.